# Marcel Bruggisser
Marcel Bruggisser (* 24. August 1968, heimatberechtigt in Wohlen, Kanton Aargau) ist ein Schweizer Arzt und Politiker.

## Biografie
Marcel Bruggisser wuchs im Flumserberg im Kanton St. Gallen auf. Sein Vater war Elektriker, seine Mutter hat nach einer kaufmännischen Lehre als Hausfrau gearbeitet. Er hat einen Bruder. Nach dem Besuch der Primarschule absolvierte er in Unterterzen die Sekundarschule. Nach der obligatorischen Schulzeit erlernte er den Beruf eines uniformierten Postbeamten bei den damaligen Schweizerischen Post-, Telefon- und Telegrafenbetrieben (PTT). Danach war er vorwiegend im sozialen Bereich tätig, insbesondere in der Betreuung von Asylsuchenden und Flüchtlingen. 
Durch den Besuch von Abend- und Wochenendkursen erwarb er 1989 an der Interstaatlichen Maturitätsschule für Erwachsene in Sargans die Matura Typus B. Anschliessend studierte er Medizin an der Universität Zürich. Nach seiner Zeit als Assistenzarzt in den Universitätsspitälern Zürich und Basel sowie im Kantonsspital Aarau und im Toxikologischen Informationszentrum in Zürich erwarb er 2011 den Facharzttitel für Klinische Pharmakologie und Toxikologie. 2019 erwarb er zudem noch denjenigen für Anästhesiologie. Daneben absolvierte er ein Nachdiplomstudium in Public Health und war von 2009 bis 2012 als Lehrbeauftragter für Klinische Pharmakologie in Basel tätig. Daneben war er auch noch Autor, respektive Co-Autor mehrerer wissenschaftlichen Arbeiten. Von 2012 bis 2017 arbeitete er für das Schweizerische Departement für Verteidigung, hauptsächlich im Bericht Gesundheitsvorsorge und Medical Intelligence. Seit 2020 arbeitet er als Anästhesie-Kaderarzt in verschiedenen Spitälern und in Privatpraxen. In der Schweizer Armee bekleidet er als Milizoffizier den Rang eines Obersten.  Seit 2007 wohnt Marcel Bruggisser mit seiner Familie in Aarau. Er ist Vater zweier Kinder. 

## Politik
2012 wurde er als erster Vertreter der BDP im Bezirk Aarau in den Grossen Rat des Kantons Aargau gewählt. 2016 wurde er anlässlich der  Gesamterneuerungswahlen wiedergewählt. Er war Mitglied der Einbürgerungskommission und der Kommission für Allgemeine Verwaltung und zuletzt der Kommission für öffentliche Sicherheit. Nach Auflösung der BDP im Kanton Aargau trat er der Freisinnig Demokratischen Partei FDP bei. Zu den Gesamterneuerungswahlen im Jahr 2020 trat er nicht mehr an. Seit Anfang Juni 2023 ist er Mitglied des Einwohnerrats von Aarau (Stadtparlament).